# Фред Ворд
Фред Ворд (енгл. Fred Ward; Сан Дијего, 30. децембра 1942 — Лос Анђелес, 8. мај 2022) био је амерички позоришни, филмски, и ТВ глумац, који се појављивао у бројним филмовима и телевизијским серијама.
Познат је по филмовима Бекство из Алкатраза (1979), Јужњачка утеха (1981), Пут у свемир (1983), Подрхтавање (1990), Хенри и Џун (1990), Играч (1992), Срце грома (1992), Кратки резови (1993), Голи пиштољ 33⅓: Коначна увреда (1994), Два пиштоља (2013) и др. Делом је Чироки порекла.
Глумио је у преко 90 филмова у жанру драме, комедије, трилера, научне фантастике.